# Ferenc Amberg
Ferenc Amberg (* 31. August 2005) ist ein deutscher Schauspieler.
Ferenc Amberg spielte von der 21. Staffel bis zur 23. Staffel in der deutschen Fernsehserie Schloss Einstein die Rolle des Schülers Pit Hansen und übernahm damit eine der Serienhauptrollen. Dabei spielte er in einer Crossover-Folge mit In aller Freundschaft – Die jungen Ärzte mit.

## Filmografie
- 2018–2020: Schloss Einstein
- 2018: Schloss Webstein